# Gratiola quartermaniae
Gratiola quartermaniae är en grobladsväxtart som beskrevs av D.Estes. Gratiola quartermaniae ingår i släktet jordgallor, och familjen grobladsväxter. Inga underarter finns listade i Catalogue of Life.